# Isola Piana (Alghero)
L'Isola Piana, storicamente e ufficialmente in catalano algherese l'Ísola Plana, è un isolotto con alte falesie calcaree a picco sul mare situato presso l'area di Capo Caccia, zona a nord-ovest della Sardegna, a nord di Alghero. Nel periodo che va da marzo a giugno ospita una numerosissima colonia di gabbiani, che nidificano e depongono le uova in un ambiente poco accessibile dall'uomo.
Fa parte dell'Area naturale marina protetta Capo Caccia - Isola Piana, da cui la stessa prende parte del nome.
Dal mare è raggiungibile solo in barca partendo dal vicino golfo di Porto Conte o dal porto di Alghero. La parte verso ovest dell'isola e tutte le acque circostanti per una distanza di circa 300 metri, sono zona "A", delimitata da boe di segnalazione luminose, quindi area di protezione assoluta all'interno del regolamento della AMP, ed è vietata qualunque attività compreso il transito.

## Curiosità
Negli anni sessanta davanti all'Isola, sul belvedere a picco sul mare, fu ambientato il film di produzione statunitense con Richard Burton ed Elizabeth Taylor La scogliera dei desideri, edizione originale "Boom", proprio nel punto in cui vi è l'habitat della rara pianta endemica Centaurea horrida. I naturalisti ed i botanici del luogo hanno sempre criticato questo fatto anche perché in seguito vi sono rimasti numerosi resti di materiale di risulta utilizzato per costruire le scenografie con l'enorme villa in perfetto stile hollywoodiano, ed ancora visibili oggi.

## Galleria d'immagini

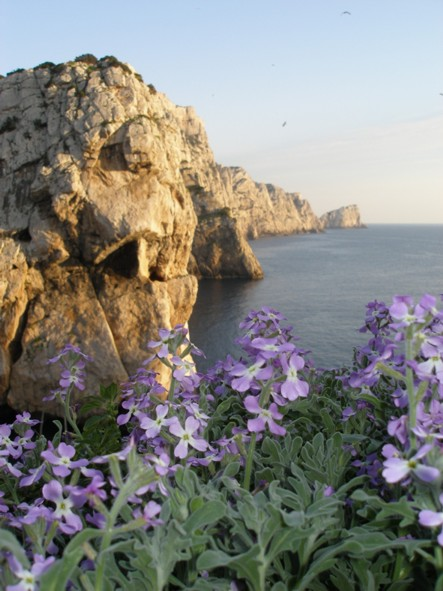
Vista dall'isola verso Torre Pegna
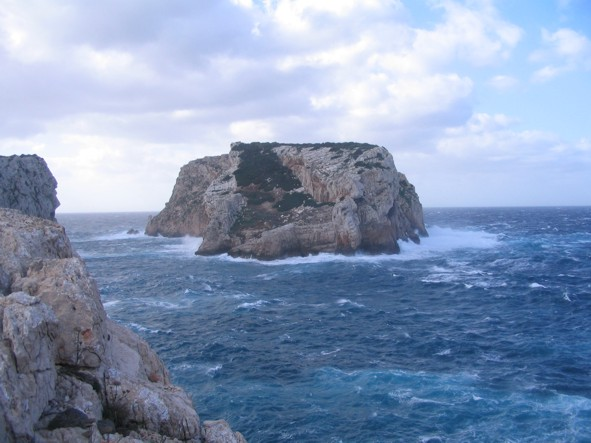
Vista dalla terraferma con maestrale forza 8
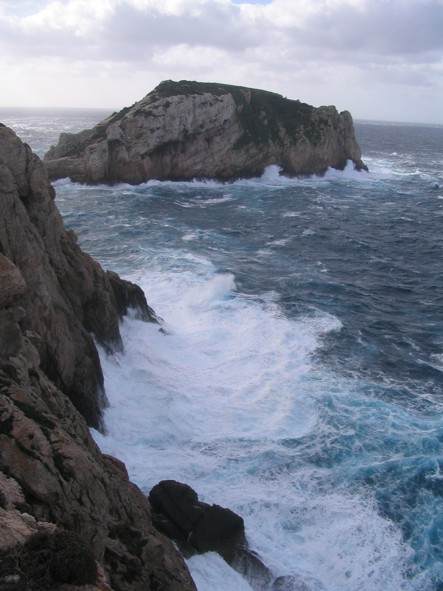
Onde sulla scogliera